# Cinématique des fluides
La cinématique des fluides est une discipline de la mécanique des fluides visant à décrire les mouvements de fluides sans considérer leurs causes (voir dynamique des fluides). Cette étape est nécessaire pour écrire les lois de la dynamique avec des entités mathématiques.

## Particule fluide
En Mécanique des fluides le modèle de particules fluides est considéré comme applicable pour décrire le fluide comme un milieu continu. Une particule fluide est définie comme un élément de volume tel que sa taille soit :                                  
- très petite devant la longueur caractéristique macroscopique l(f) de toute quantité f décrivant l'écoulement, définie par le rapport de sa valeur absolue au module de son gradient {\displaystyle l(f)={\frac {|f]}{\|{\vec {\nabla }}f\|}}}, f étant la vitesse, la masse volumique, etc. ;
- très grande devant le libre parcours moyen des molécules.

La vitesse locale v du fluide est alors définie comme la moyenne des vitesses des molécules situées à l'intérieur d'un petit volume de fluide .

## Description Eulérienne et Lagrangienne
Dans la description eulérienne, on s'intéresse à la vitesse {\displaystyle {\vec {v}}({\vec {r}},t)} d'une particule fluide qui coïncide à l'instant t avec un point fixe M de vecteur position {\displaystyle {\vec {r}}(x(t),y(t),z(t))}. Ce point de vue correspond à un observateur fixe qui regarde un écoulement. Ainsi à l'instant t et l'instant t+dt il verra la vitesse de particules fluides différentes. Ce point de vue correspond aux mesures expérimentales avec des sondes fixes par rapport au mouvement du fluide . C'est la vitesse eulérienne qui est observée.
Dans la description lagrangienne, on suit une même particule fluide au cours de son mouvement. La vitesse du fluide est alors caractérisée par {\displaystyle {\vec {V}}({\vec {R_{0}}},t)} qui est fonction de sa position d'origine {\displaystyle {\vec {R_{0}}}} à {\displaystyle {t_{0}}}. Ce point de vue est plus utilisé en Mécanique du point et en Mécanique des solides déformables car on cherche à évaluer le déplacement de chaque point.
On remarquera que cette description n'est pas adaptée aux méthodes de mesures des écoulements.
Souvent dans la littérature on distingue les grandeurs eulérienne, notées en lettres minuscules, des grandeurs lagrangiennes, notées en lettres majuscules. Ainsi {\displaystyle {\vec {v}}({\vec {r}},t)} et {\displaystyle {\vec {a}}({\vec {r}},t)} correspondent à la vitesse et à l'accélération eulérienne, {\displaystyle {\vec {V}}({\vec {R}},t)} et {\displaystyle {\vec {A}}({\vec {R}},t)} correspondent à la vitesse et à l'accélération lagrangienne.

### Variation du champ de vitesse
Comme expliqué précédemment, le champ de vitesse n'est pas associé à la particule fluide observée en {\displaystyle {\vec {r}}} à l'instant t. Alors :
{\displaystyle {\vec {a}}({\vec {r}},t)\neq {\frac {\partial {\vec {v}}}{\partial t}}({\vec {r}},t)}.

#### Variation temporelle
Entre t et t+dt, le champ de vitesse {\displaystyle {\vec {v}}({\vec {r}},t)} en {\displaystyle {\vec {r}}} varie de :  {\displaystyle {\vec {v}}({\vec {r}},t+dt)-{\vec {v}}({\vec {r}},t)={\frac {\partial {\vec {v}}}{\partial t}}({\vec {r}},t)} .

#### Variation spatiale
Entre {\displaystyle {\vec {r}}} et {\displaystyle {\vec {r}}+d{\vec {r}}}, le champ de vitesse à l'instant t varie de : {\displaystyle {\vec {v}}({\vec {r}}+d{\vec {r}},t)-{\vec {v}}({\vec {r}},t)={\overline {\overline {grad}}}({\vec {v}})} .
Où {\displaystyle {\overline {\overline {grad}}}} est le tenseur tenseur gradient des vitesses. On peut le trouver noter {\displaystyle {\overline {\overline {g}}}={\overline {\overline {G}}}={\overline {\overline {grad}}}({\vec {v}})}.
Pour rappel en coordonnée cartésiennes :
{\displaystyle {\overline {\overline {g}}}={\begin{pmatrix}{\frac {\partial v_{x}}{\partial x}}&{\frac {\partial v_{x}}{\partial y}}&{\frac {\partial v_{x}}{\partial z}}\\{\frac {\partial v_{y}}{\partial x}}&{\frac {\partial v_{y}}{\partial y}}&{\frac {\partial v_{y}}{\partial z}}\\{\frac {\partial v_{z}}{\partial x}}&{\frac {\partial v_{z}}{\partial y}}&{\frac {\partial v_{z}}{\partial z}}\\\end{pmatrix}}}
Sous forme indicielle cela revient à écrire : {\displaystyle g_{ij}={\frac {\partial v_{i}}{\partial x_{j}}}}.

### Accélération
On cherche à exprimer l'accélération {\displaystyle {\vec {a}}({\vec {r}},t)} en fonction de {\displaystyle {\vec {v}}({\vec {r}},t)}. En faisant un développement limité au premier ordre entre {\displaystyle {\vec {v}}({\vec {r}}+d{\vec {r}},t+dt)} et {\displaystyle {\vec {v}}({{\vec {r}},t})}, on obtient la variation totale de la vitesse d'une particule fluide :
{\displaystyle d{\vec {v}}={\vec {v}}({\vec {r}},t+dt)+{\vec {v}}({\vec {r}}+d{\vec {r}},t)-{\vec {v}}({\vec {r}},t)={\frac {\partial {\vec {v}}}{\partial t}}dt+{\frac {\partial {\vec {v}}}{\partial x}}dx+{\frac {\partial {\vec {v}}}{\partial y}}dy+{\frac {\partial {\vec {v}}}{\partial z}}dz}
Où dx, dy et dz sont les composantes du vecteur {\displaystyle d{\vec {r}}}. On a donc :
{\displaystyle {\frac {d{\vec {v}}}{dt}}=\lim _{dt\to 0}{\frac {d{\vec {v}}}{dt}}=\lim _{dt\to 0}\left({\frac {\partial {\vec {v}}}{\partial t}}dt+{\frac {\partial {\vec {v}}}{\partial x}}{\frac {dx}{dt}}+{\frac {\partial {\vec {v}}}{\partial y}}{\frac {dy}{dt}}+{\frac {\partial {\vec {v}}}{\partial z}}{\frac {dz}{dt}}\right)={\frac {\partial {\vec {v}}}{\partial t}}+v_{x}{\frac {\partial {\vec {v}}}{\partial x}}+v_{y}{\frac {\partial {\vec {v}}}{\partial y}}+v_{z}{\frac {\partial {\vec {v}}}{\partial z}}}
Ce qui revient à écrire :
{\displaystyle {\frac {d{\vec {v}}}{dt}}={\frac {\partial {\vec {v}}}{\partial t}}+\left({\vec {v}}\cdot {\overline {\overline {grad}}}\right){\vec {v}}} 
Conclusion, l'accélération eulérienne s'exprime telle que :
{\displaystyle {\vec {a}}({\vec {r}},t)={\frac {\partial {\vec {v}}}{\partial t}}+({\vec {v}}\cdot {\vec {\nabla }}){\vec {v}}={\frac {D{\vec {v}}}{Dt}}}
On définit alors la dérivée particulaire (parfois appelée dérivée convective) {\displaystyle {\frac {D}{Dt}}}. La dérivée particulaire est la Dérivée totale de la fonction par rapport au temps.
On peut écrire une équation équivalente pour exprimer la variation d'autres grandeurs physique le long de la trajectoire d'une particule fluide. Pour une grandeur scalaire comme la température T on a l'équation équivalente :
{\displaystyle {\frac {DT}{Dt}}={\frac {\partial T}{\partial t}}+({\vec {v}}\cdot {\vec {\nabla }})T}
Remarque : Un écoulement stationnaire, {\displaystyle {\frac {\partial {\vec {v}}}{\partial t}}=0}, n'implique pas nécessairement une accélération nulle car dans ce cas on peut avoir {\displaystyle {\vec {a}}={\overline {\overline {grad}}}({\vec {v}})\neq 0} qui correspond a une accélération convective.

## Ligne de courant et tube de courant

### Ligne de courant
Une ligne de courant est une courbe dans l'espace qui possède en tout point une tangente parallèle à la vitesse des particules du fluide. La ligne de courant est un concept fondamental en cinématique car elle permet la visualisation du champ de vitesse et donc de pouvoir analyser le mouvement du fluide. Elle fournit une représentation instantanée du champ de vitesse, ce qui est crucial pour comprendre la structure du flux et la distribution des vitesses dans l'écoulement.
Les lignes de courant ne se croisent jamais dans un écoulement stationnaire, car cela impliquerait que le fluide a deux vitesses différentes au même point, ce qui est impossible. Dans un écoulement tridimensionnel, elles peuvent former des structures complexes qui révèlent des informations sur la dynamique interne du fluide. Elles sont d'ailleurs très utilisées en pratique, que ça soit sur banc d'essais ou par calcul numérique.

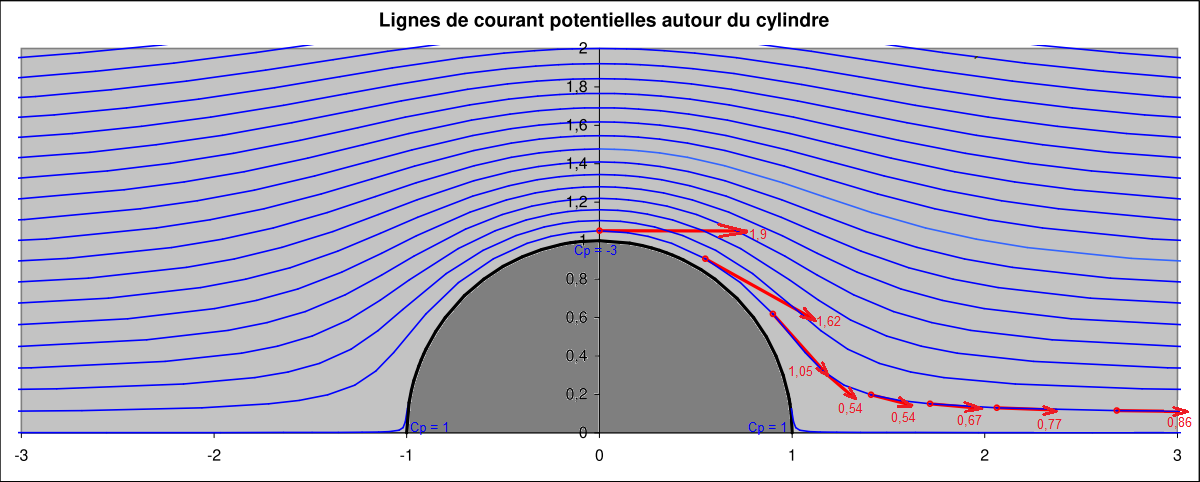
Lignes de courant potentielles autour du cylindre infini exposé transversalement. Le calcul des lignes de courant est fait dans le cadre des écoulements potentiels, à savoir les écoulements de fluides non visqueux. De fait, avec les fluides réels (visqueux) l'écoulement à l'aval du cylindre est très différent (du fait du décollement très important de l'écoulement).

### Tube de courant
Un tube de courant est une surface formée par un ensemble de lignes de courant qui passent par un contour fermé. En d'autres termes, c'est une région du fluide délimitée par des lignes de courant. Cela signifie qu'aucun fluide ne traverse ces parois, car les lignes de courant sont tangentes à la direction du flux en tout point.
Les tubes de courant sont utilisés dans l'étude des écoulements pour simplifier l'analyse des problèmes complexes en se concentrant sur des portions spécifiques du fluide et permettent de suivre comment une certaine quantité de fluide se déplace dans le temps et l'espace.
Un tube de courant ne peut ni s'élargir ni se rétrécir de manière arbitraire ; il doit se conformer aux lois de la conservation de la masse et de la continuité. Par exemple, dans un écoulement incompressible, la section transversale d'un tube de courant doit diminuer lorsque la vitesse augmente, et vice versa.
À l'intérieur d'un tube de courant, toutes les particules fluides suivent des trajectoires parallèles, ce qui simplifie l'analyse du mouvement du fluide.

## Trajectoire
La trajectoire est un concept central en cinématique des fluides et est directement liée à la manière dont les particules fluides se déplacent au fil du temps. La connaissance des trajectoires est cruciale pour prédire et analyser le transport (comme par exemple pour le transport de sédiments), la  dispersion et les mélanges dans les fluides.
Contrairement aux lignes de courant, qui représentent des lignes tangentes à la vitesse instantanée en chaque point d'un champ de vitesse à un instant donné, une trajectoire trace le mouvement d'une particule particulière sur une période de temps.

Principales grandeurs cinématiques pour une particule dans un écoulement : Ligne rouge : trajectoire, Ligne bleue : ligne d'émission, lignes en tirets : lignes de courant (tangentes à la vitesse), flèches grises : vitesse en tout point.

## Ligne d'émission
Une ligne d'émission (ou ligne de temps) est une courbe qui relie les positions successives d'un ensemble de particules de fluide émises à partir d'un même point source à des instants différents.
Cela signifie que si des particules fluides sont libérées à différents moments à partir d'un même point, leurs positions successives formeront une ligne d'émission. Les lignes d'émission sont utilisées pour analyser le comportement des fluides dans des écoulements transitoires, où les conditions d'écoulement changent avec le temps.
En pratique cette notion est utilisée pour étudier la dispersion ou la concentration de particules dans le fluide, même si de manière plus générale les lignes de courant sont plus intéressantes à obtenir.
Dans un écoulement stationnaire, les lignes d'émission coïncident avec les lignes de courant.

## Fonction de courant

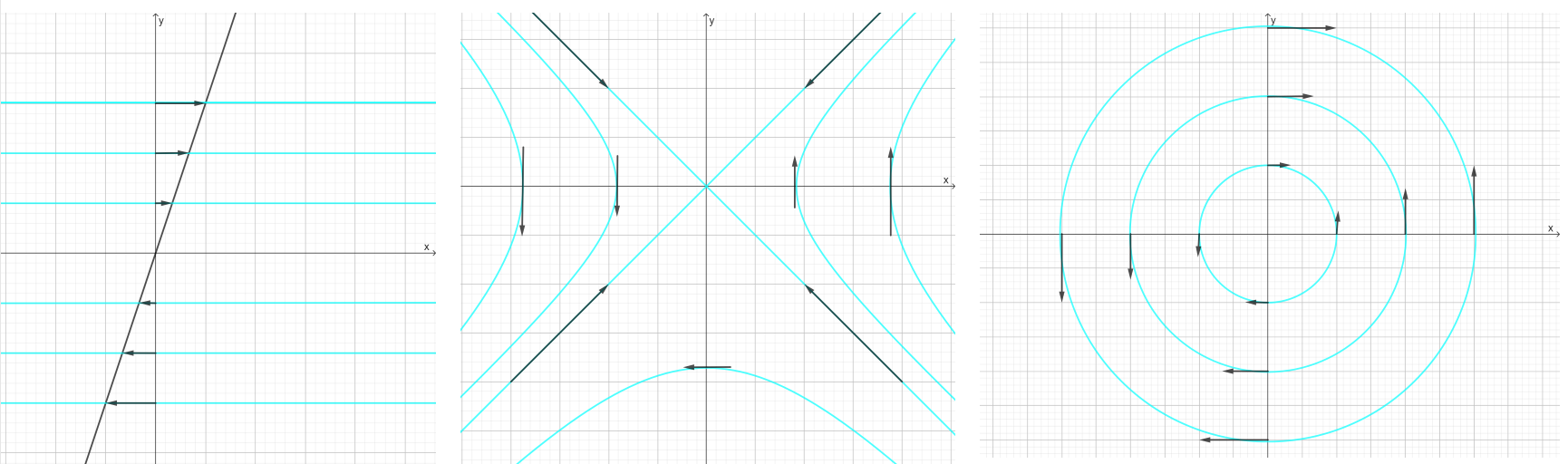
Lignes de courant (cyan) et profils de vitesse le long des axes x et y pour des écoulements plans de fonction de courant pour trois valeurs particulières du rapport a/b ; (a) cisaillement simple a/b = 0 ; (b) cisaillement pur a/b = -1 ; (c) rotation pure a/b = 1.

La fonction de courant permet de ramener l’étude du champ vectoriel de vitesse d’un fluide incompressible à un champ scalaire dans le cas où le champ de vitesse ne dépend que de deux coordonnées (écoulement plan ou écoulement avec un axe de symétrie de révolution).
C'est un outil puissant qui permet de décrire différents types d'écoulements, cette méthode de résolution peut être utilisée pour représenter les lignes de courant d'un fluide, correspondant aux trajectoires de particules dans un écoulement stationnaire. Les lignes de courant sont proportionnelles aux courbes équipotentielles. Dans la plupart des cas, la fonction de courant est la partie imaginaire du potentiel complexe tandis que la fonction de potentiel est la partie réelle.

## Déformation dans les écoulements
La cinématique des fluides s'occupe de décrire les mouvements des fluides, et la déformation est une partie cruciale de cette description. Elle décrit comment les particules fluides changent de forme et de volume lorsqu'elles se déplacent. Elle inclut des phénomènes tels que l'élongation/contraction, la compression/dilatation, la rotation et le cisaillement des particules fluides.
L'étude de la déformation d'une particule fluide est nécessaire pour évaluer la force exercée entre particules. Cette démarche est analogue pour les déformations solides (à la différence que les solides ne peuvent subir que des déformations d'amplitude finie).
La déformation peut être décomposée en différentes composantes : la déformation pure (changement de forme sans rotation), la rotation (changement d'orientation sans changement de forme) et le cisaillement (changement de forme avec un glissement parallèle des couches de fluide).
Les taux de déformation sont quantifiés par le tenseur des taux de déformation, qui décrit la vitesse à laquelle les éléments de volume fluide se déforment.
La déformation est étroitement liée à la contrainte dans les fluides, et la relation entre la contrainte et la déformation est décrite par les lois de la rhéologie (comme par exemple la loi de Hook dans le cadre de l'élasticité des solides).
Le tenseur des gradients de vitesses {\displaystyle g_{ij}} est défini comme un tenseur d'ordre 2 (qui s'écrit sous la forme d'une matrice 3x3). Ce tenseur peut être décomposé en une partie symétrique et antisymétrique :
{\displaystyle g_{ij}={\frac {\partial v_{i}}{\partial x_{j}}}={\frac {1}{2}}\left({\frac {\partial v_{i}}{\partial x_{j}}}+{\frac {\partial v_{j}}{\partial x_{i}}}\right)+{\frac {1}{2}}\left({\frac {\partial v_{i}}{\partial x_{j}}}-{\frac {\partial v_{j}}{\partial x_{i}}}\right)}
Et on pose :
{\displaystyle e_{ij}={\frac {1}{2}}\left({\frac {\partial v_{i}}{\partial x_{j}}}+{\frac {\partial v_{j}}{\partial x_{i}}}\right)}
{\displaystyle \omega _{ij}={\frac {1}{2}}\left({\frac {\partial v_{i}}{\partial x_{j}}}-{\frac {\partial v_{j}}{\partial x_{i}}}\right)}
Du fait de leur définition, les tenseurs de taux de déformation {\displaystyle e_{ij}} et de taux de rotation {\displaystyle \omega _{ij}} sont respectivement symétrique et antisymétrique. La partie symétrique influence sur la déformation, tandis que la partie antisymétrique influence sur la rotation.

## Vorticité d'un écoulement
La vorticité joue un rôle crucial dans la compréhension des phénomènes de rotation et des structures tourbillonnaires dans les écoulements fluides. Elle est définie comme étant une mesure de la rotation locale d'un fluide.
La définition du taux de rotation :
{\displaystyle \omega _{ij}={\frac {1}{2}}\left({\frac {\partial v_{i}}{\partial x_{j}}}-{\frac {\partial v_{j}}{\partial x_{i}}}\right)}
est dans la pratique ramené à un Pseudovecteur plus commode à utiliser. Ce pseudovecteur est appelé vorticité et est défini tel que :
{\displaystyle {\vec {\omega }}={\vec {\nabla }}\wedge {\vec {v}}={\vec {rot}}({\vec {v}})}
On peut régulièrement avoir affaire au vecteur tourbillon, il représente la vitesse angulaire de rotation locale d’un élément fluide en indiquant à la fois la direction de l'axe de rotation locale du fluide et l'intensité de cette rotation. Il est défini à l'identique à une constante près :
{\displaystyle {\vec {\Omega }}={\frac {1}{2}}{\vec {\nabla }}\wedge {\vec {v}}={\frac {1}{2}}{\vec {rot}}({\vec {v}})\implies {\vec {\omega }}=2{\vec {\Omega }}}
L'étude de la vorticité ne se limite pas à la cinétique et joue un grand rôle dans la dynamique des fluides, notamment en turbulence.
Remarques :
- De par le produit vectoriel il est à noter que pour un écoulement plan, le vecteur vorticité est perpendiculaire à ce plan.
- Les écoulement à vorticité nulle {\displaystyle {\vec {rot}}({\vec {v}})={\vec {0}}} sont dits irrotationnels.
- L'Équations de Navier-Stokes) peut être écrite en substituant la vitesse à la vorticité, on obtient alors l'équation fondamentale d'évolution de la vorticité.

## Analyse de volume de Contrôle

Exemple de volume de contrôle infinitésimal V avec S sa surface de contrôle.

Un volume de contrôle est un volume spécifique à l'intérieur duquel les lois de conservation (masse, énergie et quantité de mouvement) sont appliquées. Il peut s'agir d'une frontière imaginaire fixe ou mobile entourant un volume dans l'espace. Les bords de ce volume de contrôles constituent les surfaces de contrôle, à travers lesquelles le fluide peut entrer ou sortir.
Le volume de contrôle permet de simplifier et de systématiser l'analyse des écoulements en focalisant sur une région spécifique du fluide, facilitant l'application des principes de conservation de la masse, de la quantité de mouvement et de l'énergie.
Dans les considérations qui vont suivre un bilan global de masse sera considéré, il n'y aura pas de termes sources (traduisant de la création ou de la disparition de matière) comme cela peut arriver en chimie lors de réactions.

### Principe de Conservation de la Masse (Équation de Continuité)
Le principe de conservation de la masse permet de relier la vitesse (cinématique) à la variation de la masse dans un volume de contrôle. Ainsi, il assure que la masse totale reste constante dans ce volume.
À chaque instant, du fluide entre et sort de ce volume ; la variation de la masse totale m qu’il contient est opposée au flux sortant à travers la surface :
{\displaystyle {\frac {dm}{dt}}={\frac {d}{dt}}\left(\iiint _{\mathcal {V}}\rho ~d{\vec {V}}\right)=-\iint _{\mathcal {S}}\rho {\vec {v}}\cdot {\vec {n}}~dS}
Avec {\displaystyle {\vec {n}}} le vecteur unitaire normal à la surface (orienté vers l'extérieur du volume).
La dernière égalité est vraie si le volume de contrôle est fixe. En appliquant le théorème de Green-Ostrogradski au dernier membre on obtient :
{\displaystyle -\iint _{\mathcal {S}}\rho {\vec {v}}\cdot {\vec {n}}~dS=\iiint _{\mathcal {V}}\left({\frac {d\rho }{dt}}+div(\rho {\vec {v}})\right)dV=0}
Cette équation est vérifiée quel que soit le volume. En faisant tendre sa taille vers 0 on obtient l'équation locale qui est la forme la plus connue de l'équation de continuité :
{\displaystyle {\frac {d\rho }{dt}}+div(\rho {\vec {v}})=0}
Enfin, pour un fluide incompressible {\displaystyle {\frac {d\rho }{dt}}=0} on obtient : {\displaystyle ~div({\vec {v}})=0}
Remarques :
- Cette équation est identique en électromagnétisme pour la conservation de la charge.
- Ce principe est aisément démontré sans utiliser de notions de la dynamique.
- La conservation de la masse est la première équation bilan que l'on rencontre en mécanique des fluides. Dans la dynamique d'autres Loi de conservation seront ajoutées pour d'autres grandeurs, notamment pour l'énergie et la quantité de mouvement.